# Ізотопи аргону
Аргон має 26 відомих ізотопів, від 29Ar до 54Ar, три з яких є стабільними (36Ar, 38Ar і 40Ar). На Землі 40Ar становить 99,6 % природного аргону. Найбільш довгоживучі радіоактивні ізотопи — це 39Ar з періодом напіврозпаду 268 років, 42Ar з періодом напіврозпаду 32,9 року і 37Ar з періодом напіврозпаду 35,04 дня. Усі інші ізотопи мають період напіврозпаду менше двох годин, а більшість менше однієї хвилини.
Природний 40К з періодом напіврозпаду 1,248 × 109 років розпадається до стабільного 40Ar шляхом захоплення електронів (10,72 %) і емісії позитронів (0,001 %), а також до стабільного 40Ca через бета-розпад (89,28). %). Ці властивості та співвідношення використовуються для визначення віку гірських порід за допомогою калій-аргонового датування.
Незважаючи на захоплення 40Ar у багатьох породах, його можна вивільнити шляхом плавлення, подрібнення та дифузії. Майже весь аргон в земній атмосфері є продуктом розпаду при 40К, оскільки 99,6 % аргону в атмосфері Землі становить 40Ar, тоді як на Сонці та, імовірно, у первинних хмарах, що утворюють зірки, аргон складається з < 15 % 38Ar і переважно (85 %) 36Ar. Подібним чином, співвідношення ізотопів 36Ar: 38Ar: 40Ar в атмосферах зовнішніх планет оцінюється як 8400:1600:1.
В атмосфері Землі радіоактивний 39Ar (період напіврозпаду 268(8) років) утворюється в результаті дії космічних променів, головним чином з 40Ar. У підповерхневому середовищі він також утворюється через захоплення нейтронів 39К або альфа-розпаду кальцію. Вміст 39Ar у природному аргоні вимірюється як (8,0±0,6)×10−16 г/г, або (1,01±0,08) Бк/кг 36, 38, 40Ar. Вміст 42Ar (період напіврозпаду 33 роки) в атмосфері Землі нижче 6×10−21 частин на частину 36, 38, 40Ar. Для багатьох зусиль потрібен аргон, збіднений космогенними ізотопами, відомий як збіднений аргон. Більш легкі радіоактивні ізотопи можуть розпадатися на різні елементи (зазвичай хлор), а більш важкі — на калій.
36Ar у формі гідриду аргону було виявлено в залишках наднової Крабоподібної туманності протягом 2013 року. Це був перший випадок, коли молекулу з благородним газом було виявлено у відкритому космосі. Вуглецеві хондрити містять велику кількість аргону і неону. Гази замкнені в кристалічній решітці метеорита, їх можна вивільнити та виміряти при нагріванні до 950 К. Радіогенний аргон виділяється легше, ніж ізотоп аргон-36. Для неону все по-іншому. Співвідношення первинних ізотопів 20Ne до 36Ar змінюється між 0,005 і 22, що вказує на те, що відбулося велике фракціонування через дифузійні втрати.
37Ar — це синтетичний радіонуклід, який утворюється шляхом захоплення нейтронів 40Ca з наступним випромінюванням альфа-частинок у результаті підземних ядерних вибухів. Період напіврозпаду становить 35 днів.

## Список ізотопів
| Символ ізотопу | Z(p) | N(n) | Маса ізотопу (u)  | Період напіврозпаду           | Типи розпаду                  | Дочірні ізотопи               | Спін і парність ядра | Поширеність ізотопу в природі (мольна частка) |
| -------------- | ---- | ---- | ----------------- | ----------------------------- | ----------------------------- | ----------------------------- | -------------------- | --------------------------------------------- |
| 29Ar           | 18   | 11   | 29,04076(47)#     |                               | 2p                            | 27S                           | 5/2+#                |                                               |
| 30Ar           | 18   | 12   | 30,02369(19)#     | <10 пс                        | 2p                            | 28S                           | 0+                   |                                               |
| 31Ar           | 18   | 13   | 31,01216(22)#     | 15.0(3) мс                    | β+, p (68.3 %)                | 30S                           | 5/2+                 |                                               |
| 31Ar           | 18   | 13   | 31,01216(22)#     | 15.0(3) мс                    | β+ (22.63 %)                  | 31Cl                          | 5/2+                 |                                               |
| 31Ar           | 18   | 13   | 31,01216(22)#     | 15.0(3) мс                    | β+, 2p (9.0 %)                | 29P                           | 5/2+                 |                                               |
| 31Ar           | 18   | 13   | 31,01216(22)#     | 15.0(3) мс                    | β+, 3p (0.07 %)               | 28Si                          | 5/2+                 |                                               |
| 31Ar           | 18   | 13   | 31,01216(22)#     | 15.0(3) мс                    | β+, p, α? (<0.38 %)           | 26Si                          | 5/2+                 |                                               |
| 31Ar           | 18   | 13   | 31,01216(22)#     | 15.0(3) мс                    | β+, α? (<0.03 %)              | 27P                           | 5/2+                 |                                               |
| 31Ar           | 18   | 13   | 31,01216(22)#     | 15.0(3) мс                    | 2p? (<0.03 %)                 | 29S                           | 5/2+                 |                                               |
| 32Ar           | 18   | 14   | 31,9976378(19)    | 98(2) мс                      | β+ (64.42 %)                  | 32Cl                          | 0+                   |                                               |
| 32Ar           | 18   | 14   | 31,9976378(19)    | 98(2) мс                      | β+, p (35.58 %)               | 31S                           | 0+                   |                                               |
| 33Ar           | 18   | 15   | 32,98992555(43)   | 173,0(20) мс                  | β+ (61.3 %)                   | 33Cl                          | 1/2+                 |                                               |
| 33Ar           | 18   | 15   | 32,98992555(43)   | 173,0(20) мс                  | β+, p (38.7 %)                | 32S                           | 1/2+                 |                                               |
| 34Ar           | 18   | 16   | 33,980270092(83)  | 846,46(35) мс                 | β+                            | 34Cl                          | 0+                   |                                               |
| 35Ar           | 18   | 17   | 34,97525772(73)   | 1,7756(10) с                  | β+                            | 35Cl                          | 3/2+                 |                                               |
| 36Ar           | 18   | 18   | 35,967545106(28)  | Спостережно стабільний ізотоп | Спостережно стабільний ізотоп | Спостережно стабільний ізотоп | 0+                   | 0,003336(210)                                 |
| 37Ar           | 18   | 19   | 36,96677630(22)   | 35,011(19) днів               | ЕЗ                            | 37Cl                          | 3/2+                 | Сліди                                         |
| 38Ar           | 18   | 20   | 37,96273210(21)   | Стабільний                    | Стабільний                    | Стабільний                    | 0+                   | 0,000629(70)                                  |
| 39Ar           | 18   | 21   | 38,9643130(54)    | 268.2+3.1 −2.9 років          | β−                            | 39K                           | 7/2−                 | 8×10−16                                       |
| 40Ar           | 18   | 22   | 39,9623831220(23) | Стабільний                    | Стабільний                    | Стабільний                    | 0+                   | 0,996035(250)                                 |
| 41Ar           | 18   | 23   | 40,96450057(37)   | 109,61(4) хв                  | β−                            | 41K                           | 7/2−                 | Сліди                                         |
| 42Ar           | 18   | 24   | 41,9630457(62)    | 32,9(11) років                | β−                            | 42K                           | 0+                   |                                               |
| 43Ar           | 18   | 25   | 42,9656361(57)    | 5,37(6) хв                    | β−                            | 43K                           | 5/2(−)               |                                               |
| 44Ar           | 18   | 26   | 43,9649238(17)    | 11,87(5) хв                   | β−                            | 44K                           | 0+                   |                                               |
| 45Ar           | 18   | 27   | 44,96803973(55)   | 21,48(15) с                   | β−                            | 45K                           | (5/2−,7/2−)          |                                               |
| 46Ar           | 18   | 28   | 45,9680392(25)    | 8,4(6) с                      | β−                            | 46K                           | 0+                   |                                               |
| 47Ar           | 18   | 29   | 46,9727671(13)    | 1,23(3) с                     | β− (>99.8 %)                  | 47K                           | (3/2)−               |                                               |
| 47Ar           | 18   | 29   | 46,9727671(13)    | 1,23(3) с                     | β−, n? (<0.2 %)               | 46K                           | (3/2)−               |                                               |
| 48Ar           | 18   | 30   | 47,976001(18)     | 415(15) мс                    | β− (62 %)                     | 48K                           | 0+                   |                                               |
| 48Ar           | 18   | 30   | 47,976001(18)     | 415(15) мс                    | β−, n (38 %)                  | 47K                           | 0+                   |                                               |
| 49Ar           | 18   | 31   | 48,98169(43)#     | 236(8) мс                     | β−                            | 49K                           | 3/2−#                |                                               |
| 49Ar           | 18   | 31   | 48,98169(43)#     | 236(8) мс                     | β−, n (29 %)                  | 48K                           | 3/2−#                |                                               |
| 49Ar           | 18   | 31   | 48,98169(43)#     | 236(8) мс                     | β−, 2n?                       | 47K                           | 3/2−#                |                                               |
| 50Ar           | 18   | 32   | 49,98580(54)#     | 106(6) мс                     | β− (63 %)                     | 50K                           | 0+                   |                                               |
| 50Ar           | 18   | 32   | 49,98580(54)#     | 106(6) мс                     | β−, n (37 %)                  | 49K                           | 0+                   |                                               |
| 50Ar           | 18   | 32   | 49,98580(54)#     | 106(6) мс                     | β−, 2n?                       | 48K                           | 0+                   |                                               |
| 51Ar           | 18   | 33   | 50,99303(43)#     | 30# мс [>200 нс]              | β−?                           | 51K                           | 1/2−#                |                                               |
| 51Ar           | 18   | 33   | 50,99303(43)#     | 30# мс [>200 нс]              | β−, n?                        | 50K                           | 1/2−#                |                                               |
| 51Ar           | 18   | 33   | 50,99303(43)#     | 30# мс [>200 нс]              | β−, 2n?                       | 49K                           | 1/2−#                |                                               |
| 52Ar           | 18   | 34   | 51,99852(64)#     | 40# мс [>620 нс]              | β−?                           | 52K                           | 0+                   |                                               |
| 52Ar           | 18   | 34   | 51,99852(64)#     | 40# мс [>620 нс]              | β−, n?                        | 51K                           | 0+                   |                                               |
| 52Ar           | 18   | 34   | 51,99852(64)#     | 40# мс [>620 нс]              | β−, 2n?                       | 50K                           | 0+                   |                                               |
| 53Ar           | 18   | 35   | 53,00729(75)#     | 20# мс [>620 нс]              | β−?                           | 53K                           | 5/2−#                |                                               |
| 53Ar           | 18   | 35   | 53,00729(75)#     | 20# мс [>620 нс]              | β−, n?                        | 52K                           | 5/2−#                |                                               |
| 53Ar           | 18   | 35   | 53,00729(75)#     | 20# мс [>620 нс]              | β−, 2n?                       | 51K                           | 5/2−#                |                                               |
| 54Ar           | 18   | 36   | 54,01348(86)#     | 5# мс [>400 нс]               | β−?                           | 54K                           | 0+                   |                                               |
| 54Ar           | 18   | 36   | 54,01348(86)#     | 5# мс [>400 нс]               | β−, n?                        | 53K                           | 0+                   |                                               |
| 54Ar           | 18   | 36   | 54,01348(86)#     | 5# мс [>400 нс]               | β−, 2n?                       | 52K                           | 0+                   |                                               |

1. ↑  Скорочення:
ЕЗ: електронне захоплення
2. ↑  Жирним для стабільних ізотопів
3. ↑  Спіни зі слабким оцінковим обґрунтуванням взяті в дужки.
4. ↑  Вважається, що зазнає подвійного захоплення електронів до 36S (найлегший теоретично нестабільний нуклід, для якого не спостерігалося жодних доказів радіоактивності)
5. 1 2 3  космогенний нуклід
6. ↑  Використовується в аргон-аргоновому датуванні
7. ↑  Використовується в аргон-аргоновому датуванні і калій-аргоновому датуванні
8. ↑  Утворюється з 40K у твердих породах. Ці співвідношення є наземними. У космосі зустрічається набагато рідше, ніж 36Ar.